# گمینا بولسواویتس (استان سلیزیا سفلی)
گمینا بولسواویتس (استان سیلزی سفلی) (به لهستانی:  Gmina Bolesławiec) یک گمینا در لهستان است که در شهرستان بولسواویتس واقع شده‌است. گمینا بولسواویتس ۲۸۸٫۹۳ کیلومتر مربع مساحت و ۱۲٬۴۱۰ نفر جمعیت دارد.